# Арети
Арети (грч. Αρετή) је насељено место у општини Лагадина у периферији Средишња Македонија, Грчка. Према попису из 2021. године било је 112 становника.
Према бугарском географу и историчару, Василу Канчову, у Аретију је 1900. године живело 90 Турака. Током Првог светског рата село је настрадало и локално становништво је протерано. Обновљено је 1923. године када су насељене грчке избеглице из Турске. На попису из 1928. године Арети је имао 97 становника. Село се раније звало Чернак.